# Treason (album)
| Recensione       | Giudizio   |
| ---------------- | ---------- |
| AllMusic         | [ 1 ]      |
| Sputnikmusic     | 3.0 (Good) |
| Progarchives.com | [ 3 ]      |

Treason è il quinto album discografico dei Gryphon, pubblicato dalla casa discografica Harvest Records nel 1977.

## Tracce
Lato A
1. Spring Song – 10:00 (Richard Harvey, Tim Sebastion)
2. Round & Round – 4:30 (Richard Harvey, Tim Sebastion)
3. Flash in the Pantry – 4:57 (Brian Gulland, Tim Sebastion)

Lato B
1. Falero Lady – 4:08 (Richard Harvey, Tim Sebastion)
2. Snakes and Ladders – 5:15 (Richard Harvey)
3. The Fall of the Leaf – 4:22 (Richard Harvey, Tim Sebastion)
4. Major Disaster – 4:04 (Bob Foster, Tim Sebastion)

## Formazione
- Richard Harvey - piano, sassofono, flauti dolci, tastiere elettriche
- Dave Oberlé - voce solista, percussioni
- Brian Gulland - fagotto, corno inglese, flauti dolci, voce
- Bob Foster - chitarre, voce
- Jonathan Davie - basso
- Alex Baird - batteria

Note aggiuntive
- Mike Thorne - produttore e coordinatore
- Registrazioni effettuate (eccetto brano: The Fall of the Leaf) al The Manor, Shipton-on-Cherwell, Oxfordshire (Inghilterra)
- Brano: The Fall of the Leaf, registrato al Abbey Road, Studio I, Londra (Inghilterra)
- Mick Glossop - ingegnere delle registrazioni (al The Manor)
- Alan Douglas - assistente ingegnere delle registrazioni (al The Manor)
- John Leckie - ingegnere delle registrazioni (al Abbey Road, Studio I)
- Mixaggio effettuato al EMI Studio III Abbey Road e Abbey Studio III (brano: The Fall of the Leaf), Londra
- Mick Glossop e John Leckie - ingegneri mixaggio
- Pat Elliott Shircore - design e illustrazione album
- Pete Vernon e Alan Coleman - fotografi
- Ringraziamenti speciali a: Mike, Mick, Willie e Pat[6]